# Aga (Gera)

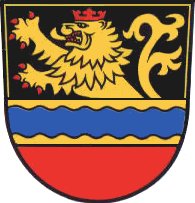
Wappen

Aga ist seit 1994 ein Ortsteil der Stadt Gera. Er besteht aus den Orten Großaga, Kleinaga, Lessen, Reichenbach und Seligenstädt. Am 1. Juli 1950 wurde die Gemeinde Aga aus den vorgenannten bisher selbstständigen Gemeinden gebildet. Am 1. April 1994 wurde Aga in die Stadt Gera eingemeindet.
Der Ort wurde 1248 als Ogawe erstmals urkundlich erwähnt.
Bei Aga entspringt der gleichnamige, rechtsseitige Zufluss der Weißen Elster.